# Iver Fossum
Iver Fossum (Drammen, 15 de julio de 1996) es un futbolista noruego. Juega de centrocampista y su equipo es el Rosenborg Ballklub de la Eliteserien.

## Clubes
| Club               | País      | Año       |
| ------------------ | --------- | --------- |
| Strømsgodset IF    | Noruega   | 2013-2015 |
| Hannover 96        | Alemania  | 2016-2019 |
| Aalborg BK         | Dinamarca | 2019-2023 |
| F. C. Midtjylland  | Dinamarca | 2023-2024 |
| K. V. Kortrijk     | Bélgica   | 2024-2025 |
| Rosenborg Ballklub | Noruega   | 2025-     |

## Palmarés

### Campeonatos nacionales
| Título      | Club            | País    | Año  |
| ----------- | --------------- | ------- | ---- |
| Tippeligaen | Strømsgodset IF | Noruega | 2013 |